# Occhiali da neve

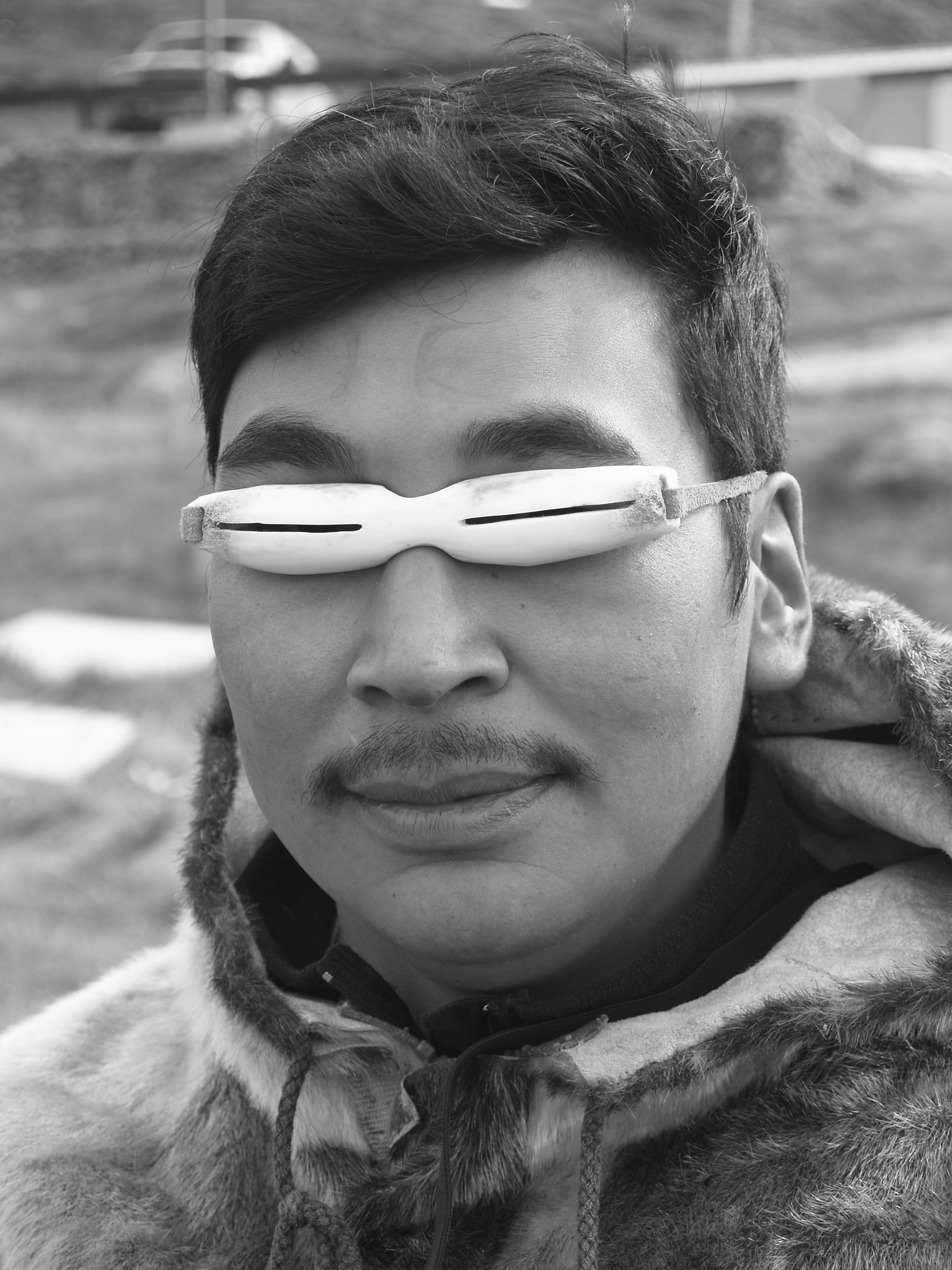
Occhialini inuit realizzati con corna di caribù (parte frontale) e con tendine di caribù (cinturino)

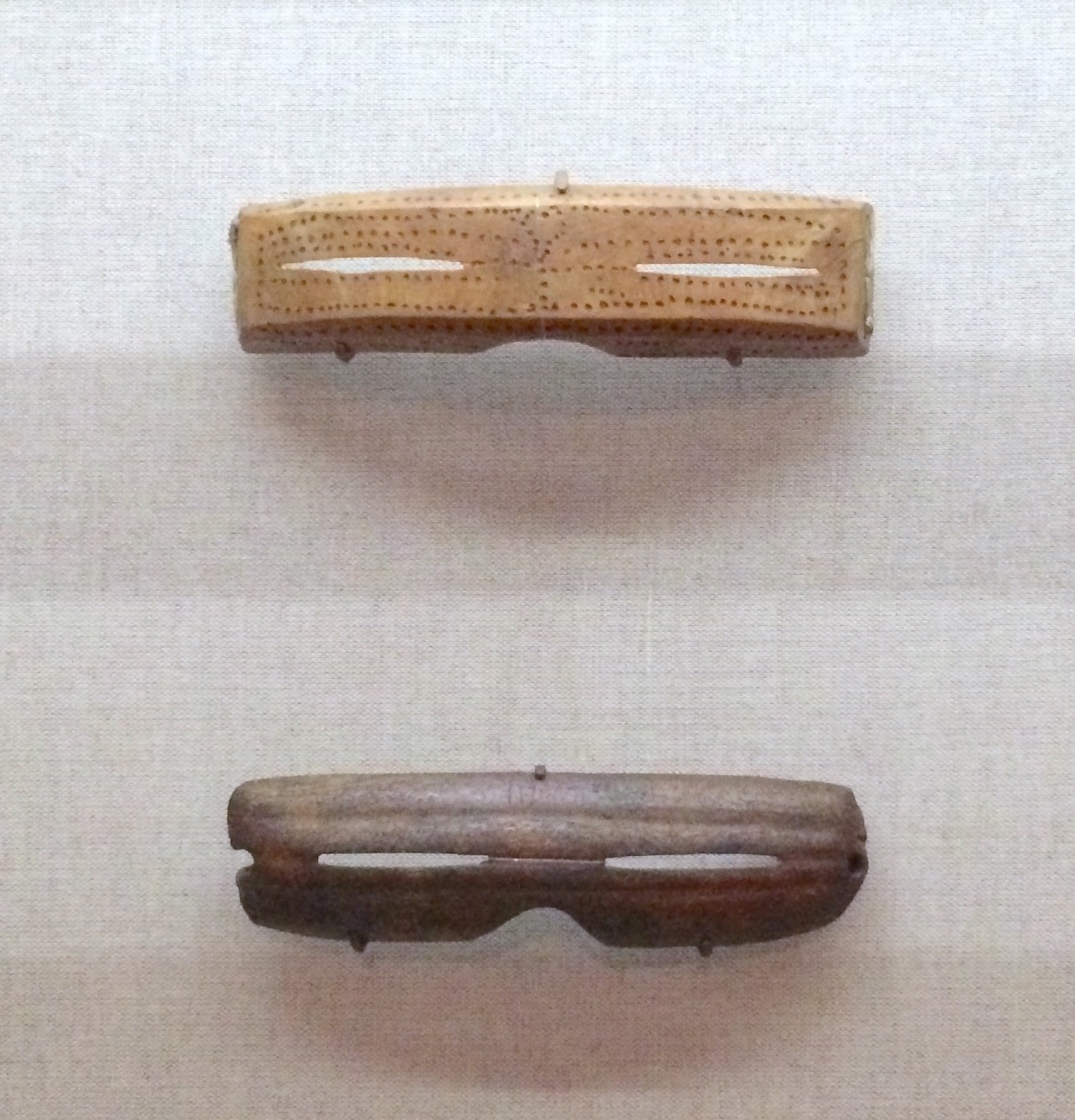
Occhiali da neve inuit proveniente dall'Alaska. Realizzati in legno intagliato, 1880–1890 (in alto) e corno di caribù 1000–1800 (in basso)

Gli occhiali da neve (in inuktitut: ilgaak o iggaak, nel sillabario inuktitut: ᐃᓪᒑᒃ o ᐃᒡᒑᒃ; in lingua yupik dell'Alaska centrale: nigaugek, nigauget) sono un tipo di occhiali (da sole) tradizionalmente utilizzati dalle popolazioni inuit e yupik dell'Artico per prevenire la cecità da neve. Rappresentano i primi "ausili visivi" inventati dalla specie umana, risalenti alla Preistoria.

## Descrizione
Gli occhialini sono realizzati tradizionalmente in legname trasportato dal mare (soprattutto di abete rosso), ossa animali (per esempio di balena), avorio di tricheco, corna di caribù, o in alcuni casi alghe essiccate o erbe costiere. Il pezzo grezzo è scolpito per adattarsi al viso di chi lo indossa e vengono incise una o più strette fessure orizzontali nella parte anteriore. Gli occhiali si adattano perfettamente al viso in modo che l'unica luce che entri sia attraverso le fessure; talvolta viene applicata all'interno fuliggine per ridurre ulteriormente l'abbagliamento. Le fessure sono strette non solo per ridurre la quantità di luce che entra, ma anche per migliorare l'acuità visiva. Fessure più ampie si traducono in un campo visivo più ampio.

## Terminologia
Come altre parole in lingua inuit, come inukhuk/inuksuk, in dialetti diversi possono essere usare parole diverse. Nel dialetto di Kivalliq viene utilizzato ilgaak (ᐃᓪᒑᒃ), mentre il dialetto del nord di Baffin utilizza iggaak (ᐃᒡᒑᒃ). Entrambe le parole sono usate anche per riferirsi agli occhiali da sole.
Nella lingua yupik dell'Alaska centrale, gli occhiali da neve sono chiamati nigaugek, mentre in cup'ig sono igguag. In siberiano yupik, la parola è iyegaatek.